# ساتوشی ناکایاما
ساتوشی ناکایاما (انگلیسی: Satoshi Nakayama؛ زادهٔ ۷ نوامبر ۱۹۸۱) بازیکن فوتبال اهل ژاپن است.
از باشگاه‌هایی که در آن بازی کرده‌است می‌توان به باشگاه فوتبال ناگویا گرامپوس و باشگاه فوتبال گامبا اوساکا اشاره کرد.